# Chad Kroeger
 (juillet 2021).
Si vous disposez d'ouvrages ou d'articles de référence ou si vous connaissez des sites web de qualité traitant du thème abordé ici, merci de compléter l'article en donnant les références utiles à sa vérifiabilité et en les liant à la section « Notes et références ».
Chad Kroeger né le 15 novembre 1974 à Hanna, est un chanteur et guitariste canadien. il est le chanteur principal du groupe de post-grunge et metal alternatif Nickelback.

## Biographie
Il est né le 15 novembre 1974 sous le nom de Chad Robert Turton et provient de Hanna, un petit bourg d'Alberta au Canada. Il a finalement changé son nom de famille pour Kroeger, le nom de famille de son demi-frère.
Il a appris la guitare tout seul à 13 ans. Assez turbulent, Chad a été enfermé dans un centre de redressement juvénile à l'âge de 14 ans, après être entré 11 fois par effraction dans son collège. Lorsque ses études ont été finies, il a joué dans un groupe accompagné de Mike, son demi-frère, et de Ryan Peake en tant que soliste. Après quelques années, son groupe Nickelback est devenu très célèbre avec le titre How You Remind Me et l'album Silver Side Up. Le succès est à nouveau au rendez-vous avec l'album The Long Road.
À noter également le succès des autres albums dont Dark Horse ainsi que Here and Now, mélange Rock expérimental, Hard rock et des lignes légèrement metal Burn it to the ground dont la vidéo live est disponible sur leur site internet.
Leur album No Fixed Address provoqua beaucoup moins d'enthousiasme, Nickelback fut victime de moqueries.
Le 16 juin 2017 sort leur tout nouvel album, Feed the Machine, dont trois singles sont sortis : Feed The Machine, Song On Fire et Must Be Nice.
Il s'est marié avec la célèbre chanteuse pop rock franco-canadienne, Avril Lavigne le 1er juillet 2013 et ils ont fêté leur nuit de noces sur la Côte d'Azur précisément au Château de la Napoule à Mandelieu (06). Le 2 septembre 2015, le couple annonce officiellement sa séparation.

## Collaborations
- Chad est le compositeur du titre Hero, bande-son du film Spider-man 1. Il chante au côté de Josey Scott du groupe Saliva.
- Chad a collaboré avec Carlos Santana pour le titre Into The Night.
- Chad a participé à l'album du gagnant de l'American Idol en écrivant le titre You'Re Everything pour l'album de Bo Bice The Real Thing.
- Chad a collaboré sur la chanson "It Won't Suck Itself" du groupe Steel Panther, sur leur dernier album "Balls Out".
- Avec Eric Dill sur le premier single de l'album de Chris Daughtry.
- En 2013, Chad interprète le titre Let Me Go avec sa compagne Avril Lavigne.